# Passe Digges
La passe Digges est un passage maritime située à la rencontre du détroit d'Hudson et de la baie d'Hudson, dans l'Arctique canadien. Il sépare les îles Digges du Nunavut de l'extrémité nord de la péninsule d'Ungava au Québec. Ivujivik, le village le plus septentrional du Québec, se trouve à l'entrée sud-ouest du passage tandis que le cap Wolstenholme est situé à son extrémité sud-est.
Henry Hudson, son premier explorateur, nomma l'endroit en l'honneur de Dudley Digges.

## Géographie
Le passage est d'une superficie approximative de 12 km2. Il est bordé par des falaises du côté sud s'élevant jusqu'à 300 mètres.

## Écologie
On y retrouve certaines espèces notables dont le Guillemot à miroir, le Guillemot de Brünnich et le Goéland arctique. Par ailleurs, le passage est également fréquenté par le béluga, le phoque barbu, le phoque annelé et l'ours polaire.
Le site est classifié en tant que zone importante pour la conservation des oiseaux.